# 보령 성주사지 석등
보령 성주사지 석등(保寧 聖住寺址 石燈)은 대한민국 충청남도 보령시 성주사지에 있는 석등이다. 1974년 9월 1일 충청남도의 유형문화재 제33호로 지정되었다.

## 개요
성주사지오층석탑(보물 제19호) 앞에 놓여있는 8각 석등으로, 석탑 앞에 각부분이 흩어져 있던 것을 1971년 석탑을 수리하면서 현재의 자리에 세워 둔 것이다.
형태는 불을 밝혀두는 화사석(火舍石)을 중심으로, 아래에는 3단을 이루는 받침을 두고, 위로는 지붕돌과 머리장식을 얹었다. 하나의 돌로 다듬어 놓은 바닥돌과 받침의 아랫부분은 그 윗면에 연꽃무늬를 둘렀다. 아무런 조각이 없는 가운데기둥은 가늘고 긴 편이다. 윗받침돌은 맨아래의 받침을 거꾸로 놓은 듯 서로 대칭을 이룬다. 화사석은 불빛이 퍼지도록 4곳에 창을 내었다. 지붕돌은 밑면에 1단의 받침을 두었으며, 낙수면의 경사는 완만하다.
통일신라(統一新羅) 성주사(聖住寺) 창건기(創建期)에 세워진 신라양식(新羅樣式)의 석등(石燈)이다. 지붕돌에 비(比)해 등(燈)불을 두는 화사석(火舍石)과 받침 기둥이 가늘며 상륜부(上輪部)의 보주(寶珠)가 파손 되었으나 후면(後面)의 높은 오층탑(五層塔)과 비례(比例)가 맞아 조화감(造化感)을 주고 있다. 등불을 밝혀 어둠을 쫓는 불교(佛敎)의, 공양(供養)으로 불탑(佛塔) 앞에 건립(建立) 하였다. 1971년 오층탑(五層塔) 해체수리(解體修理)때 주변에서 수습(收拾) 복원(復原)하였다.

## 현지 안내문
탑 앞에 무질서하게 흩어져 있던 것을 1971년 석탑 4기를 해체 수리할 때 현재의 5층 석탑 앞에 복원한 것이다. 팔각을 기본으로 하였고, 복원할 때 부근 판석 4개를 모아 지대석으로 이용하였다. 지대석 아랫돌은 정사각형으로 각 면에 2개씩의 안상 조각이 있고, 그 위에 여덟 잎의 연꽃이 새겨져 있는 받침이 놓여 있다. 옥개석은 아랫면에 일단의 옥개 받침이 있고 처마가 약간 위로 반전하였다. 조각 솜씨가 거칠고 창에 문의 고정 흔적이 없으며, 등을 놓는 내부가 비실용적인 점 등으로 미루어 보아 4기의 석탑보다 시대가 뒤떨어진 작품으로 짐작된다.

## 같이 보기
- 보령 성주사지 - 사적 제307호

## 참고 자료
- 성주사지석등 - 국가유산청 국가유산포털